# The Hilliard Ensemble

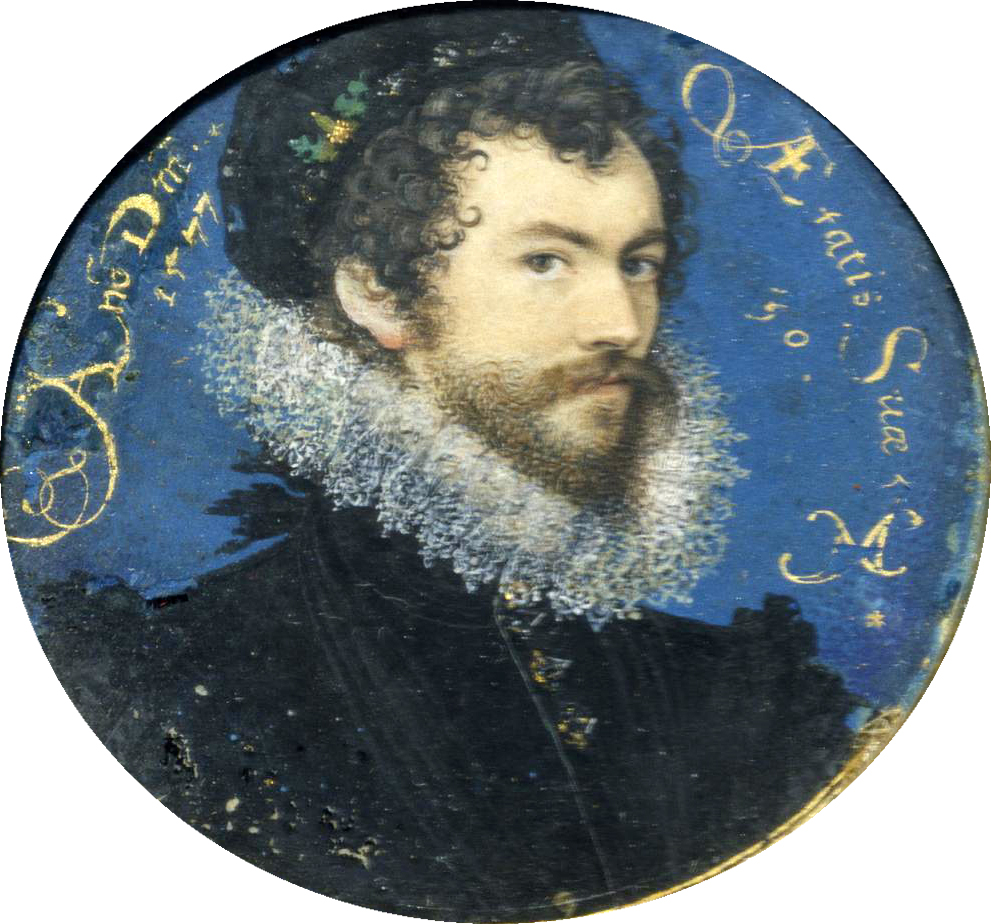
Autoportret Nicholasa Hilliarda
z 1577 r.

The Hilliard Ensemble – brytyjski męski kwartet wokalny wykonujący utwory muzyki dawnej, działający w latach 1974–2014.
Zespół został utworzony w 1974 r. Nazwa pochodzi od nazwiska Nicholasa Hilliarda, elżbietańskiego miniaturzysty, autora traktatu o barwach. Założycielami grupy byli Paul Hillier, Paul Elliott i David James. W latach 90. koncertowali w składzie David James, Rogers Covey-Crump, John Potter i Gordon Jones.
Zespół specjalizował się w wykonywaniu muzyki dawnej, sprzed 1600, a także muzyki barokowej (Heinrich Schütz, Johann Sebastian Bach, Henry Purcell). Współpracuje również z kompozytorami XX wieku, m.in. Arvo Pärtem i Heinzem Holligerem oraz orkiestrami: BBC Symphony Orchestra, London Philharmonic Orchestra i Philadelphia Orchestra. Uważany był przez znawców za jeden z najwybitniejszych na świecie zespołów tego typu. W grudniu 2014 zespół oficjalnie zakończył działalność.
W skład zespołu weszli:
- David James, kontratenor,
- Rogers Covey-Crump, tenor,
- Steven Harrold, tenor,
- Gordon Jones, baryton.

## Koncerty w Polsce
Zespół występował w Polsce kilkunastokrotnie, m.in. podczas festiwali Muzyka w Starym Krakowie, Wratislavia Cantans, Ars Cameralis w Katowicach oraz Nostalgia Festival w Poznaniu. 12 grudnia 2014 zespół wystąpił na pożegnalnym koncercie w ramach gdańskiego festiwalu Actus Humanus.

## Dyskografia
- 1986: Thomas Tallis: The lamentations of Jeremiah (ECM 1341)
- 1986: Perotin (ECM 1385)
- 1987: Arbos (ECM 1325)
- 1988: Passio (ECM 1370)
- 1991: Tenebrae (ECM 1422-23)
- 1991: Miserere (ECM 1430)
- 1993: The Hilliard Ensemble Sings Walter Freye (ECM 1476)
- 1994: Officium (ECM 1525)
- 1995: Codex Speciàlnik (ECM 1505)
- 1996: A Hilliard Songbook - New Music for Voices (ECM 1614-15)
- 1998: Lassus (ECM 1658)
- 1999: Mnemosyne (ECM 1700-01)
- 2001: Morimur (ECM 1765)
- 2003: Ricercar (ECM 1774)
- 2004: Motets (ECM 2324)
- 2005: Lamentate (ECM 1930)
- 2007: Motetten (ECM 1875)
- 2008: Audivi Vocem (ECM 1936)
- 2010: Officium Novum (ECM 2125)
- 2011: Songs of songs (ECM 2174)
- 2012: Quinto Libro di Madrigali (ECM 2175)
- 2013: Terje Rypdal: Melodic Warrior (ECM 2006)
- 2013: Il Cor Tristo (ECM 2346)
- 2014: Transeamus (ECM 2408)